# 謝米亞空軍基地
謝米亞空軍基地是美國空軍在阿拉斯加州阿留申群島的申雅島（又称謝米亞島）的一個空軍基地，位於安克雷奇以西南約1500英里（约2400公里）處。建于1970年代，当时用作弹道导弹索引雷达的基站，该基地於1994年關閉。

## 設施
謝米亞空軍基地有一條長3049米、寬46米的10/28跑道，瀝青材質，跑道28一端設仪表着陆系统。空軍基地內部設有許多軍事設備。美国在1970年代将Cobra Dane弹道导弹雷达放到该岛上，虽然现在已经过时，但仍在使用中，有报道称该系统正在监视朝鲜领空。

## 歷史

### 服務
雖然機場為空軍機場，但仍在1970年代開始停泊波音727，洛克希德L188等客機與貨機，進行定期的客運與貨物運輸，直至1990年代才停止。

### 冷戰時期
在冷戰時期，空軍基地仍然有不少軍事戰鬥飛機與後勤運輸飛機，例如KC135“大力士”等。機場也裝有不少軍用設施，不時也作為民用飛機緊急降落使用，例如中国东方航空583号班机事故，當時飛機在經歷亂流俯衝後迫降至此機場，造成客艙混亂且多人受傷，美國軍方協助將受傷乘客送往安克雷奇治療，但遺憾仍有兩人因此罹難。 

## 事故
- 1957年12月27日，一架加拿大皇家空軍的飛機在降落於空軍基地時墜毀，機上八人全部生還。[5]
- 1961年7月29日，阿拉斯加航空779號班機墜毀，機上6人全部遇難。[6]
- 1969年6月13日，一架波音RC-135S，編號59–1491的飛機起飛時衝出跑道，機上無人傷亡但飛機報廢。[7]
- 1969年1月5日，一架波音RC-135E，編號62–4137的飛機墜海。
- 1981年3月15日,  一架RC135在惡劣天氣下降落時墜毀。[8][9]
- 1993年4月6日，中國東方航空583號班機事故，飞机由于机组失误导致飞机俯冲，客舱乘客被抛起，导致两人死亡，飞机最后迫降在谢米亚空军基地。[10]
- 2015年7月29日，国泰航空884号班机事故由于客舱疑似起火，迫降在谢米亚空军基地。[11][12]

## 外部連結
- Eareckson Air Station – Contaminated Sites Program Site Summary